# Jalairac
Jaleirac és un municipi del departament francès de Cantal a la regió d'Alvèrnia-Roine-Alps.